# Evelino Pidò
Evelino Pidò (Torino, 16 agosto 1953) è un direttore d'orchestra italiano, considerato uno dei più importanti interpreti del repertorio lirico italiano e francese.

## Biografia
Ha studiato al Conservatorio di Torino fagotto, pianoforte e composizione e successivamente direzione d'orchestra alla Hochschule für Musik und darstellende Kunst di Vienna con Karl Österreicher. È entrato giovanissimo nell’orchestra del Teatro alla Scala, diventando in seguito assistente di Claudio Abbado per la Filarmonica della Scala. Nel 1985 inizia la carriera di direttore d’orchestra che lo porterà nei maggiori teatri del mondo, oltre al Teatro alla Scala in cui si è formato, alla Royal Opera House di Londra (Covent Garden), al Metropolitan Opera House di New York, all'Opéra nationale de Paris, alla Wiener Staatsoper, al Bol'šoj di Mosca, al Teatro Colòn di Buenos Airese molti altri. Ha inciso per Decca, Emi, Deutsche Grammophone e Sony con i maggiori interpreti mondiali. Nel 2006 ha ricevuto il premio Diapason d'or per la direzione della Sonnambula di Bellini con Natalie Dessay, riconosciuta dalla critica come una registrazione di riferimento di quest'opera. Nel 2012 ha ricevuto il premio Bellini d'Oro, con la seguente motivazione della giuria:" ha contribuito in maniera determinante a restaurare il dettato originario dell'autore", attraverso le numerose esecuzioni delle principali opere del compositore. Ha diretto le voci più importanti del panorama lirico mondiale, tra cui i soprani Anna Netrebko, Angela Gheorgiu, Edita Gruberova, Natalie Dessay, Cecilia Gasdia, Aida Garifullina, Sonja Jonceva, Elina Garanča, i mezzosoprani Joyce Di Donato, Anita Rachvelishvili, Anna Caterina Antonacci e molte altre; tra i tenori Placido Domingo, Vittorio Grigolo, Roberto Alagna, Diego Flórez, Marcelo Álvarez, tra i baritoni Ludovic Tézier, Renato Bruson, Piero Cappuccilli, Carlos Alvarez, Thomas Hampson, tra i bassi Samuel Ramey e Ruggero Raimondi e molti altri. 
È invitato a dirigere, anche per nuove produzioni, in molti prestigiosi festival, tra cui Aix en Provence, Chorégies d'Orange, Rossini Opera Festival, Santa Fé e Aspen. 
Vive tra Parigi e Torino.